# Prato-di-Giovellina
Prato-di-Giovellina (korsisch U Pratu di Ghjuvellina; italienisch Prato di Giovellina) ist eine Gemeinde auf der französischen Mittelmeerinsel Korsika. Sie gehört zum Département Haute-Corse, zum Arrondissement Corte und zum Kanton Golo-Morosaglia. Die Bewohner nennen sich Pratais oder Pratesi.

## Geografie, Infrastruktur
Der Dorfkern liegt in der Castagniccia und ist durch die Départementsstraße D118 erschlossen. Im Nordosten bildet der Golo auf einem kurzen Abschnitt die Gemeindegrenze. Parallel dazu verlaufen die Route nationale 193 und eine Eisenbahnstrecke der Chemins de fer de la Corse. Die Nachbargemeinden sind Piedigriggio im Norden und Nordosten, Saliceto im Osten, Omessa im Südosten, Castirla im Süden, Castiglione im Südwesten und Westen sowie Popolasca im Nordwesten.

## Bevölkerungsentwicklung
| Jahr      | 1962 | 1968 | 1975 | 1982 | 1990 | 1999 | 2008 | 2012 |
| --------- | ---- | ---- | ---- | ---- | ---- | ---- | ---- | ---- |
| Einwohner | 73   | 57   | 54   | 47   | 39   | 40   | 53   | 44   |

## Sehenswürdigkeiten
- Genueserturm Tour de Monte Albano
- Pfarrkirche Mariä Verkündigung (Église Paroissiale de l'Annonciation), restauriert 2013
- Schloss Castello di Serravalle
- ursprünglicher Kirchenbau San Cervone

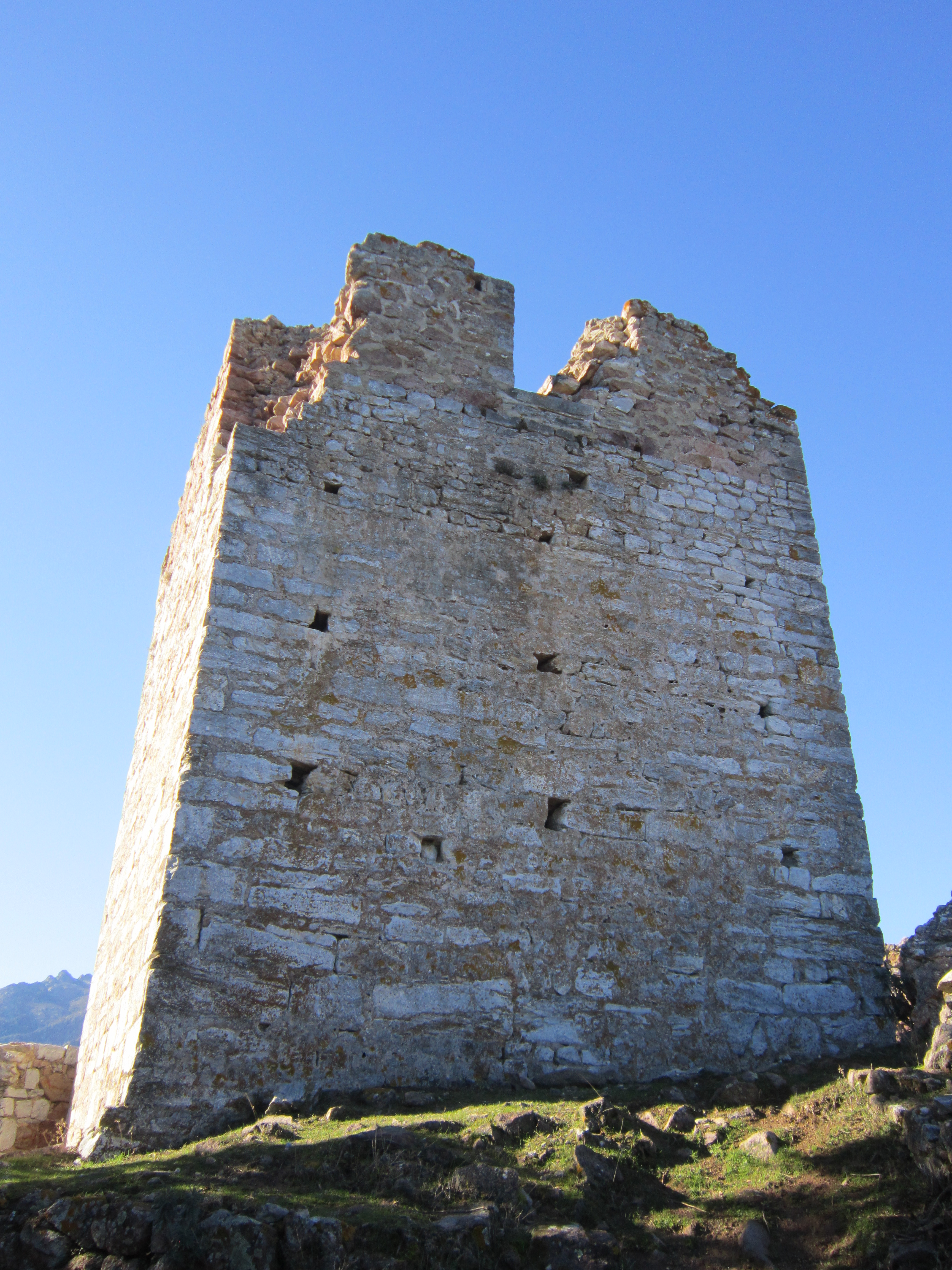
Castello di Serravalle
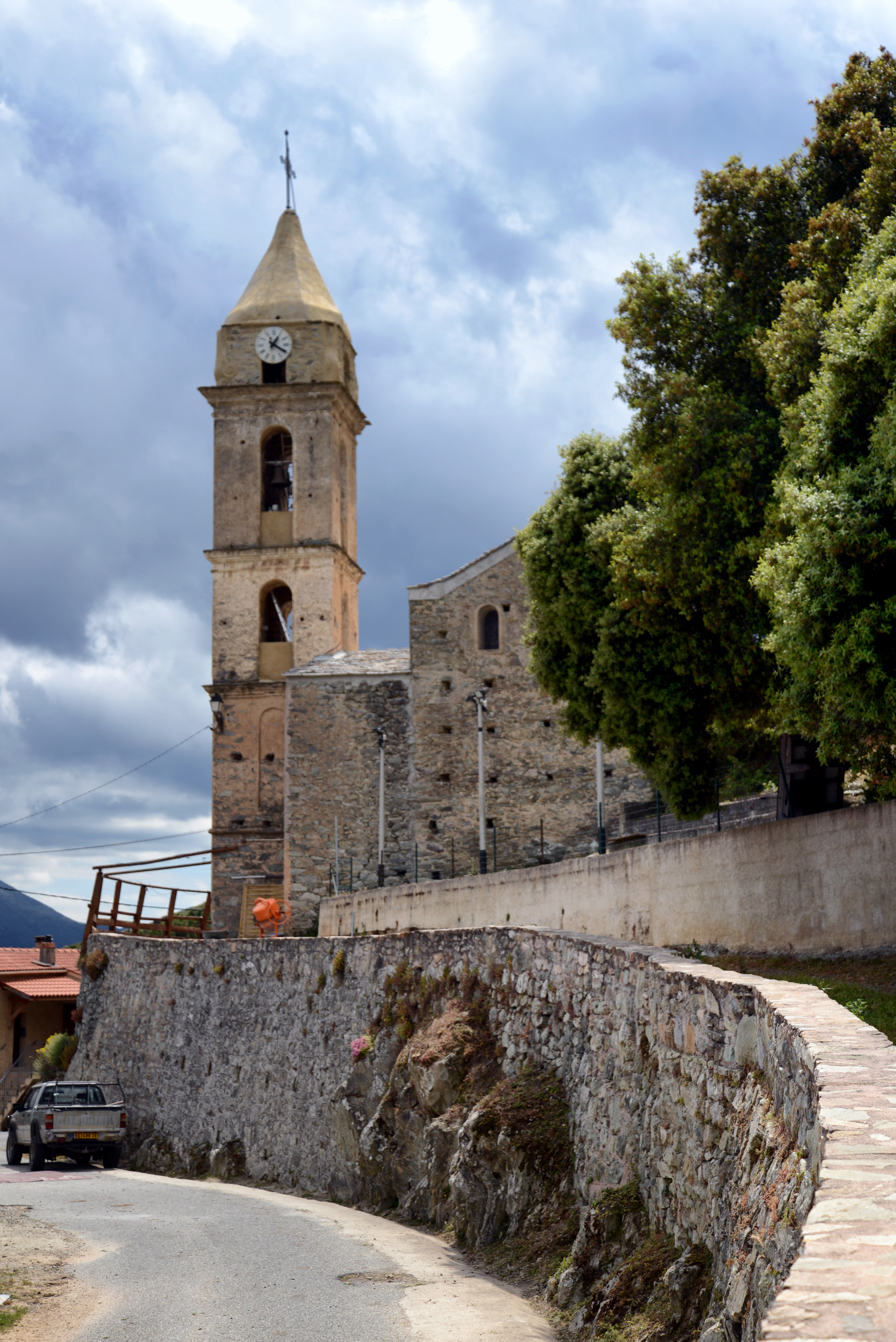
Pfarrkirche Mariä Verkündigung
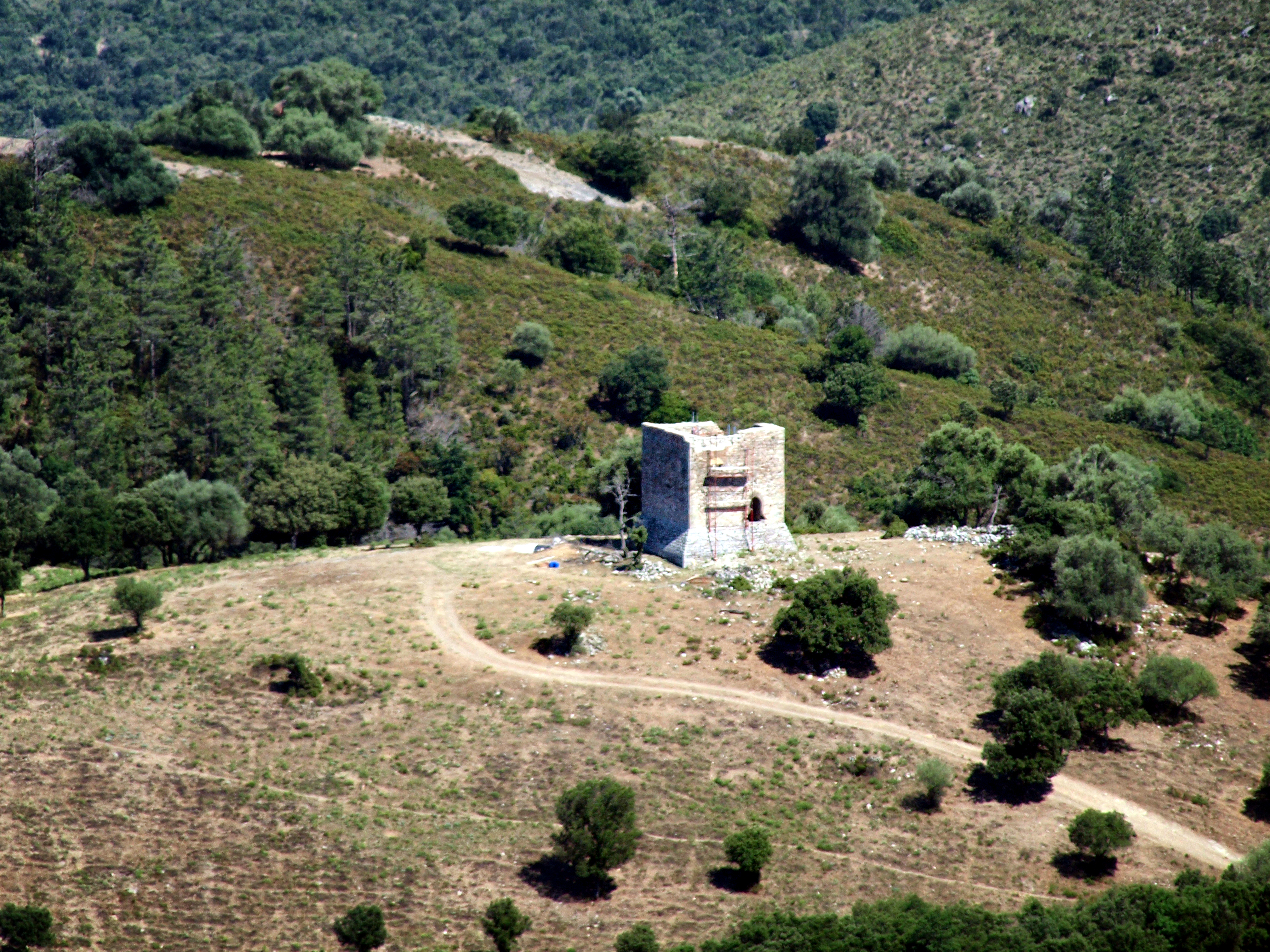
Genueserturm Monte Albano